# Beatus de Lorvão
Le Beatus de Lorvão appelé aussi Apocalypse de Lorvão  est un manuscrit enluminé contenant notamment un commentaire de l'Apocalypse de Beatus de Liébana provenant du Monastère de Lorvão (pt). Il est actuellement conservé à l'Institut des archives nationales - Torre do Tombo de Lisbonne sous la cote cod.44. 

## Historique
Il s'agit d'un manuscrit bien daté et dont l'origine est bien identifiée grâce à son colophon. Ce dernier indique qu'il a été achevé en 1189 au sein du scriptorium du Monastère de Lorvão (pt), dans l'actuelle municipalité de Penacova, proche de Coïmbra. Il est signé du scribe Egeas, qui pourrait être aussi l'auteur des illustrations. Il est resté conservé au sein de cette abbaye jusqu'au XIXe siècle, y compris lorsque le monastère change de congrégation en 1205 et accueille une communauté cistercienne. 
L'historien Alexandre Herculano découvre le manuscrit au sein de la bibliothèque du monastère en 1853 et le saisit pour le faire transférer aux archives nationales du Portugal à Lisbonne. Il est alors destiné à faire partie du corpus des documents et textes pour l'histoire du Portugal (Portugalliae Monumenta Historica). Le manuscrit y est toujours conservé.
Il fait partie des 11 manuscrits du Beatus de la tradition ibérique inscrits au registre de la Mémoire du monde par l'UNESCO en 2015.

## Description
Il s'agit du seul manuscrit du Commentaire de l'Apocalypse de Beatus de Liébana, appelé aussi Beatus, produit sur le territoire actuel du Portugal au cours du Moyen Âge. Il s'agit d'une version relativement primitive du texte, sans doute copiée à partir du IXe siècle. Il est écrit dans une minuscule caroline qui fait la transition vers la gothique. Ses miniatures sont au nombre de 70, dont 18 en pleine page, 20 sur des demi-page et les autres plus petites et de dimensions variables. Le manuscrit conserve aussi sa reliure d'origine.

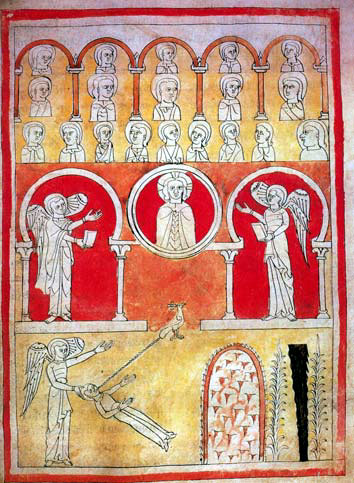
Apocalypse de Lorvão
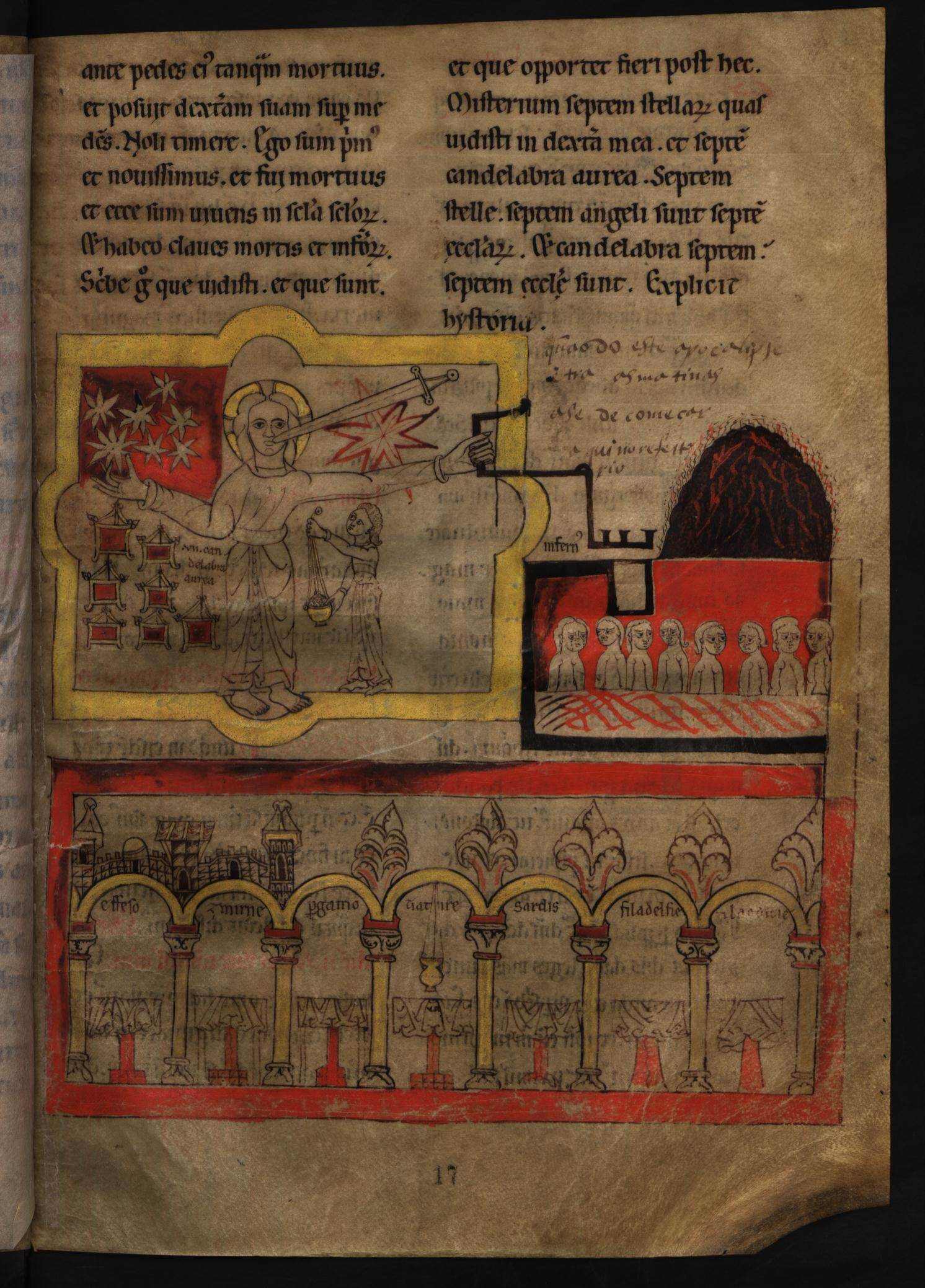
Le mystère des sept étoiles, f.17
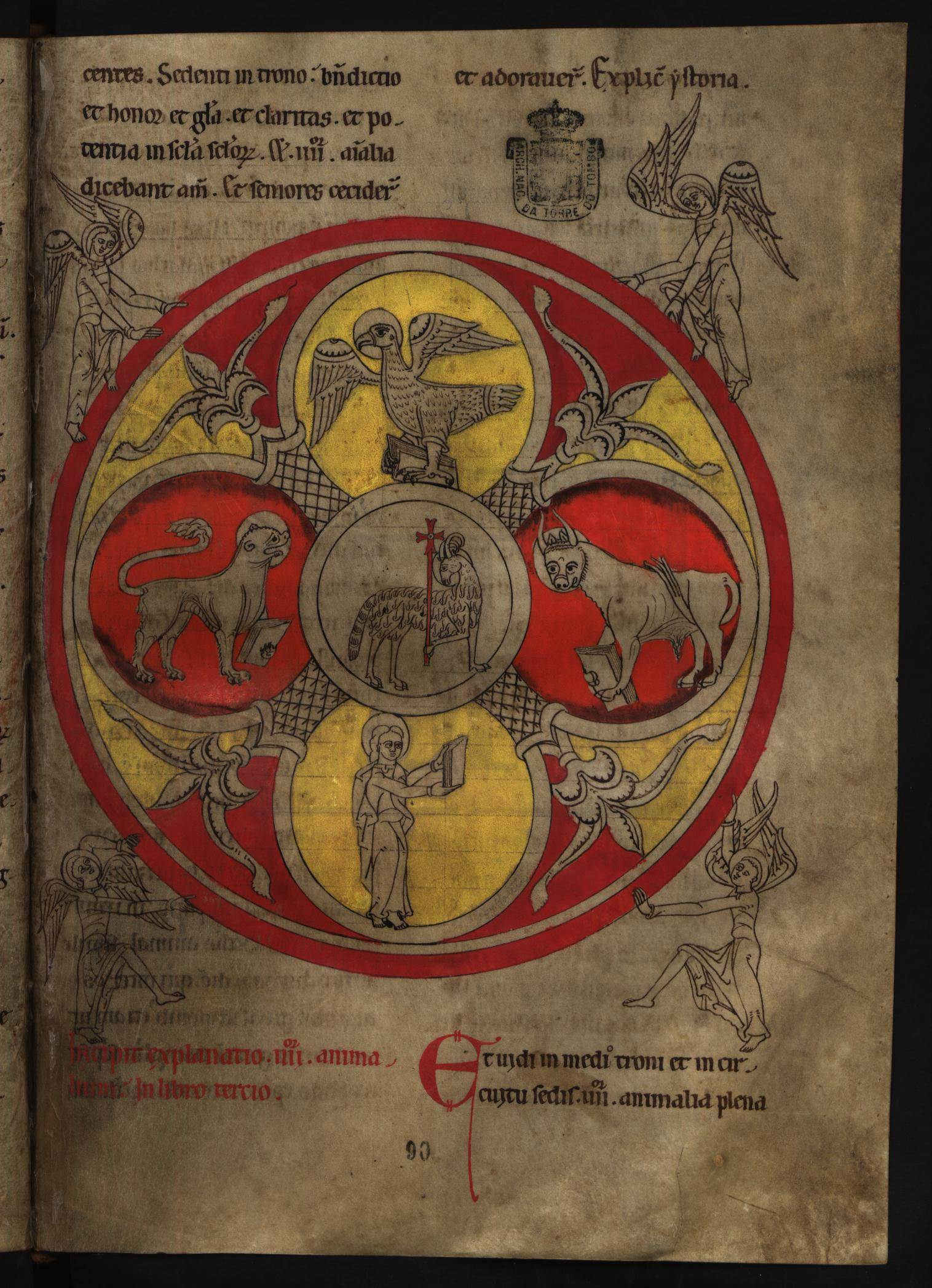
Vision de l'agneau et des quatre symboles, f.90
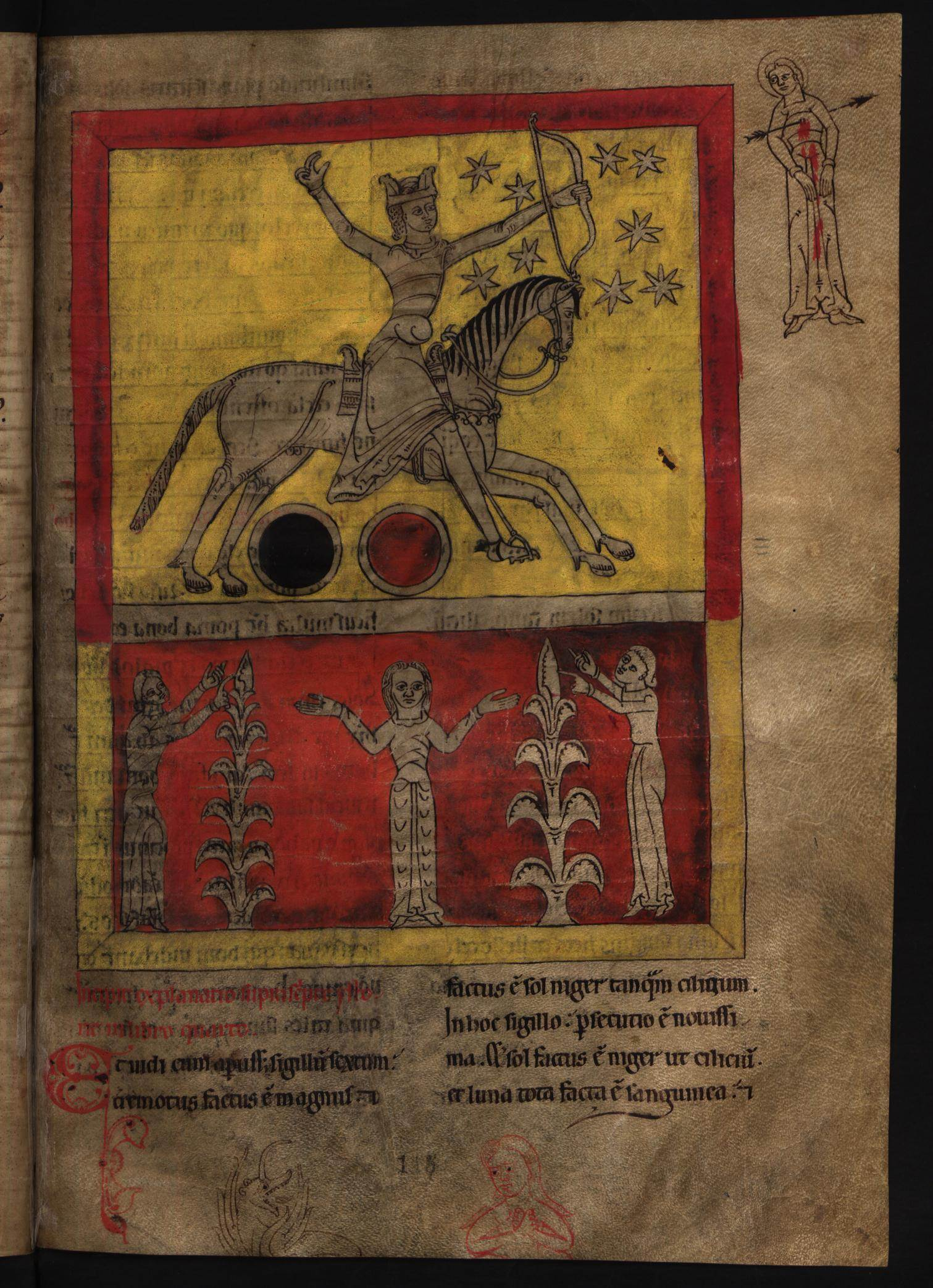
Le grand tremblement de terre, f.115
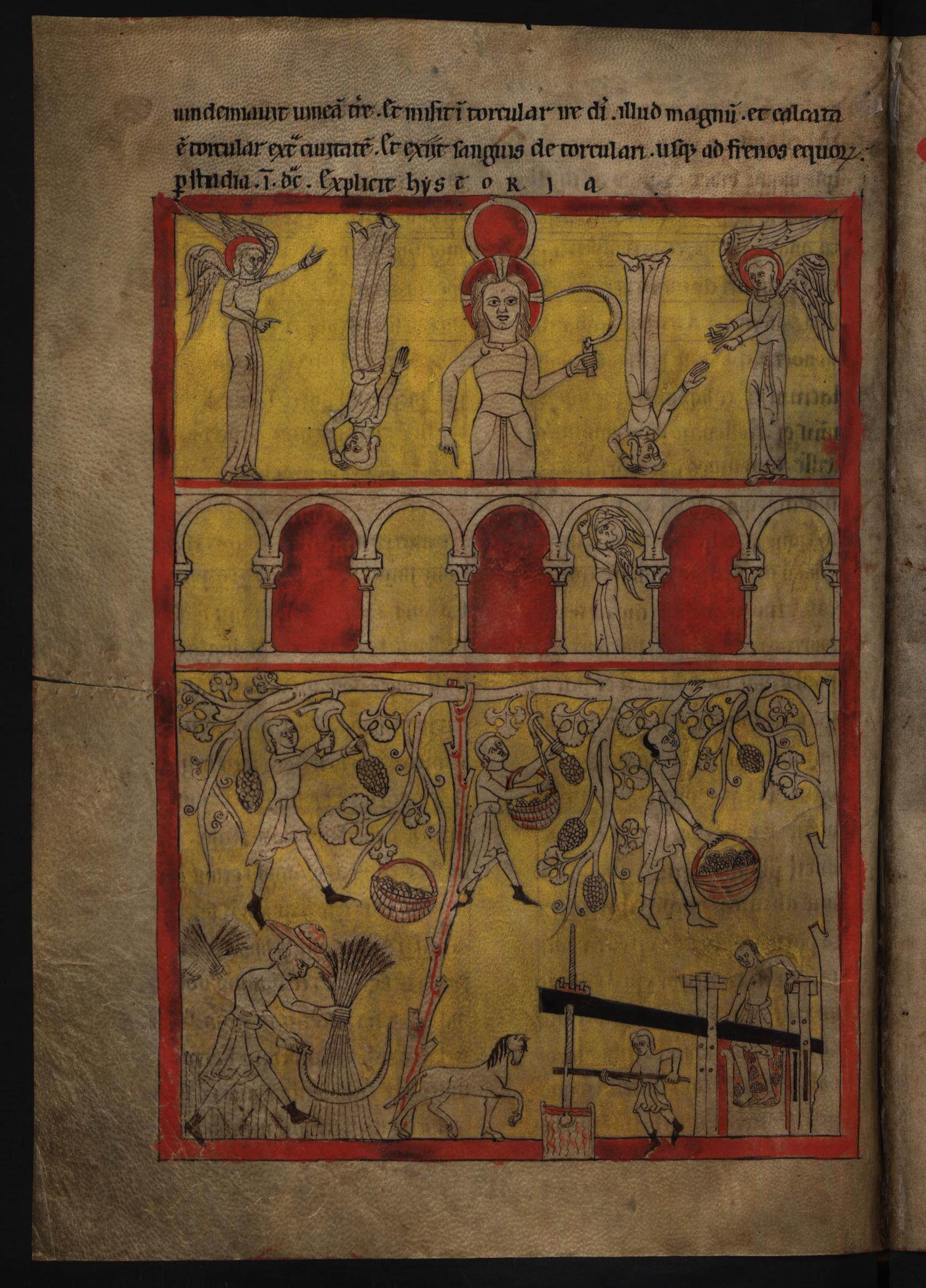
Récolte et vendange, f.172v.

Ces illustrations sont considérées comme archaïques pour l'époque, marquées par un trait épais et des couleurs dominées par le orange et le jaune. Elles ont peut-être été copiées d'un modèle plus ancien, peut-être proche du manuscrit original de Beatus de Liébana. Elles représentent aussi à plusieurs reprises des scènes de la vie quotidienne, représentative de la vie à l'époque de Sanche Ier. Enfin, une carte ou Mapa Mundi de Beatus de Liébana appartenant au manuscrit est conservée mais seulement dans sa moitié. Elle a été réintégrée dans le manuscrit après en avoir été disjoint.